# Prisión Estatal de Florida
La Prisión Estatal de Florida (en inglés: Florida State Prison) anteriormente conocida como la "Unidad este de Prisión Estatal de Florida", ya que fue originalmente parte de la Prisión Estatal de Florida en Raiford, Florida (ahora conocida como Institución Correccional Unión), es una institución correccional en el condado de Bradford, Florida al sur de los Estados Unidos. La instalación, una parte del Departamento de Correccionales de Florida, se encuentra en la carretera estatal 16 al otro lado de la frontera del condado de Union. La institución abrió sus puertas en 1961, a pesar de que la construcción no se terminó hasta 1968, con una población máxima de más de 1.400 reclusos, FSP es una de las cárceles más grandes del estado.